# Kasumigaura (jezioro)
Kasumigaura (jap. 霞ヶ浦 Kasumi-ga-ura) – jezioro monomiktyczne ciepłe w Japonii, drugie pod względem powierzchni w kraju (po jeziorze Biwa), położone w prefekturach: Ibaraki i Chiba, około 60 km na północny wschód od Tokio.
W węższym znaczeniu i oficjalnie nazwa Kasumigaura odnosi się do głównego zbiornika o powierzchni 168,11 km².
Nazwa ta obejmuje obecnie – oprócz głównego zbiornika – grupę następujących jezior: Nishiura (西浦, główny zbiornik), Kitaura (北浦, 35,04 km²), Sotonasakaura (外浪逆浦, 5,94 km²), a także rzeki je łączące, łącznie około 220 km².